# Miss Ceará 2015
Miss Ceará 2015 foi a 54ª edição do tradicional concurso de beleza feminina que se encarregou de escolher a melhor candidata cearense para representar seu Estado e sua cultura no certame nacional de Miss Brasil 2015. O evento contou com a participação de aproximadamente dezessete municípios do estado com suas respectivas candidatas municipais em busca do título. Melissa Gurgel, vencedora do título do ano anterior, coroou sua sucessora ao posto no final da competição, que teve local no Shopping Via Sul, na capital do Ceará. O concurso se realizou dia 30, porém foi transmitido somente no dia seguinte, dia 31.

## Resultados

### Colocações
| Posição                 | Município e Candidata |
| Miss Ceará              | - Horizonte - Arianne Miranda |
| 2º. Lugar               | - Fortaleza - Vitória Araújo |
| 3º. Lugar               | - Aracoiaba - Rhayna Marques |
| 4º. Lugar               | - Maracanaú - Thaís Araújo |
| 5º. Lugar               | - Morada Nova - Beatriz Lima |
| (TOP 10) Semifinalistas | - Cariri - Thandara Albuquerque - Cascavel - Luana Andrade - Crateús - Riva Timbó Paz - Massapê - Vanessa Aguiar - Russas - Isabel Monteiro |

### Prêmio Especial
O concurso deu o seguinte prêmio especial às candidatas: 
| Prêmio        | Município e Candidata        |
| Miss Web      | - Crateús - Riva Timbó       |
| Miss Turismo  | - Fortaleza - Vitória Araújo |
| Miss Simpatia | - Russas - Isabel Monteiro   |

### Ordem dos Anúncios
| 1. Cascavel 2. Morada Nova 3. Aracoiaba 4. Russas 5. Massapê 6. Horizonte 7. Maracanaú 8. Cariri 9. Fortaleza 10. Crateús | 1. Morada Nova 2. Aracoiaba 3. Horizonte 4. Maracanaú 5. Fortaleza |  |  |

## Resposta Final
Questionada pela jurada Melissa Gurgel sobre o casamento entre pessoas do mesmo sexo a vencedora respondeu:
| “ | Boa noite platéia! Boa noite meu Horizonte! Boa noite jurados e à todos os telespectadores. Bem, respondendo a sua pergunta Melissa, eu sou a favor sim do casamento homo-afetivo. Nos tempos de hoje não temos mais espaço para tanta discriminação, tanto preconceito e tanta desigualdade. Viva o amor! Muito obrigada! | ” |

## Jurados
| 1. Dr. George Régis, cirurgião plástico; 2. Flávia Cavalcanti, Miss Brasil 1989; 3. Melissa Gurgel, Miss Brasil 2014; 4. Liliane Veloso, diretora da Mulher Cheirosa; 5. Tatiane Gomes, superintendente do Via Sul Shopping; 6. Cristiane Lopes, representante da Água Santa Sofia; | 1. Ivanildo Nunes, estilista; 2. Tharsia Moura, empresária; 3. Raimundo Barbosa, missólogo; 4. Tayra Roncy, designer de jóias; 5. Geórgia Machado, esteticista. |

## Programação Musical
Durante os desfiles foram tocadas as músicas:
- Abertura: Lips Are Movin de Meghan Trainor.
- Desfile de Biquíni: Instrumental.
- Desfile de Gala: Fire de Gavin DeGraw.
- Desfile do Top 10: Black Magic de Little Mix.
- Apresentação Especial: Tempos Modernos de Lulu Santos por Guto Ribeiro (Ao Vivo).
- Final Look: Depois do Prazer e Caraca, Muleke! por Romero Ribeiro (Ao Vivo).

## Candidatas
As candidatas ao título deste ano: 
| - Aracoiaba - Rhayna Marques - Cariri - Thandara Albuquerque - Cajazeiras - Keylla de Andrade - Cascavel - Luana Andrade - Crateús - Riva Timbó Paz - Farias Brito - Lorrayne Cacau - Fátima - Joeliza Colares - Fortaleza - Vitória Araújo - Horizonte - Arianne Miranda | - Itarema - Isabel Lima - Maracanaú - Thaís Cunha - Massapê - Vanessa Aguiar - Morada Nova - Beatriz Lima - Redenção - Maria Tereza Bezerra - Russas - Isabel Monteiro - São Gonçalo - Mirella Lima - Tianguá - Jéssica Vasconcelos |

## Dados das Candidatas
| Aracoiaba Rhayna Marques tem 23 anos e 1.70m. É Estudante de Nutrição. Bairro de Cajazaeiras Keylla Andrade tem 18 anos e 1.68m. É Estudante. Bairro de Farias Brito Lorrayne Cacau tem 20 anos e 1.68m. É Técnica em Logística. Bairro de Fátima Joeliza Colares tem 18 anos e 1.76m. É Estudante de Administração. Cariri Thandara tem 23 anos e 1.68m. É estudante de Direito. Cascavel Luana Andrade tem 20 anos e 1.76m. É Estudante de Design de Interiores. | Crateús Riva Timbó tem 26 anos e 1.74m. É Graduada em Processos Gerenciais. Fortaleza Vitória Araújo tem 19 anos e 1.71m. É Estudante de Direito. Horizonte Arianne Miranda tem 23 anos e 1.79m. É Psicóloga. Itarema Isabel Lima tem 18 anos e 1.68m. É Estudante de Fisioterapia. Maracanaú Thaís Cunha tem 21 anos e 1.70m. É Estudante de Design de Moda. Massapê Vanessa Aguiar tem 22 anos e 1.68m. É Graduada em Recursos Humanos. | Morada Nova Beatriz Lima tem 21 anos e 1.83m. É Estudante de Fisioterapia. Redenção Tereza Bezerra tem 20 anos e 1.68m. É Estudante de Psicologia. Russas Isabel Monteiro tem 18 anos e 1.69m. Estuda Publicidade e Propaganda. São Gonçalo Mirella Lima tem 19 anos e 1.70m. É Estudante de Química. Tianguá Jéssica tem 18 anos e 1.70m. É Estudante. |

## Histórico
Candidatas em outros concursos:

### Municipal
Miss Fortaleza
- 2014: Farias Brito - Lorrayne Cacau[9]
  - (Sem representação específica)

### Estadual
Miss Ceará
- 2013: Morada Nova - Beatriz Lima (5º. Lugar)
  - (Representando o município de Morada Nova)

### Nacional
Miss Mundo Ceará
- 2011: Morada Nova - Beatriz Lima
  - (Representando o Estado do Ceará)